# Laritame
Der osttimoresische Laritame (auch Monte Laritame) ist ein Fatu, ein für die Insel Timor typischer Berg mit steil aufragenden Wänden (daher auch Fatu Laritame). Er liegt im Norden des Verwaltungsamtes Ossu (Gemeinde Viqueque), auf der Grenze zwischen den Aldeias Uma Ana Ico (Suco Ossu de Cima) und Dauborobaha (Suco Uabubo).

## Geographie
Die Landschaft am Berg besteht aus einigen hundert Hektar Bergwald, landwirtschaftlich genutzten Feldern und Grasland. Nördlich liegen die Quellen des Seiçals, eines der wenigen Flüsse, die auch im Norden des Landes ganzjährig Wasser führen.

## Fauna
Der Laritame gehört zu der Important Bird Area des benachbarten Monte Mundo Perdido. Hier finden sich eine Reihe seltener und endemischer Vogelarten, aber auch andere Tiere und seltene Orchideen. Nach dem Berg wurde Parachloritis laritame benannt, eine der bisher nur von dieser Region bekannten, neu entdeckten Landschneckenarten.